# Allegoria del colle della Sapienza
L'Allegoria del colle della Sapienza è un mosaico pavimentale in opus sectile (commesso marmoreo) realizzato da Paolo Mannucci su cartone di Pinturicchio, databile al 1505 e conservato nella Cattedrale di Santa Maria Assunta a Siena.

## Storia
La decorazione del pavimento del Duomo di Siena fu un'impresa lunga e straordinaria, che dall'ultimo ventennio del Quattrocento venne rinnovata su iniziativa dell'Operaio del Duomo e cavaliere di Rodi Alberto Aringhieri. Egli stesso commissionò a Pinturicchio, allora attivo in varie imprese nel Duomo, la pittura di un cartone per una Storia della Fortuna, che venne pagato il 13 marzo 1505. La trasposizione in marmi venne curata da Paolo Mannucci, ma la versione oggi visibile è in parte frutto di estese sostituzioni e rifacimenti effettuati nel 1859 sotto la direzione di Luigi Mussini.

## Descrizione e stile
Il tema generale dei mosaici pavimentali era l'unione del sapere filosofico antico, testimoniato dalle Sibille, con quello cristiano.
Il riquadro della Fortuna in particolare contiene due temi simbolici, quello del "Naufragio fortunato", dominato dalla Fortuna appunto, figura femminile dalla sorte capricciosa e instabile, e quello dell'ascesa al Monte della Sapienza, nell'altipiano roccioso della parte superiore.
La Fortuna si trova nell'estremità in basso a destra ed è rappresentata in tutti i suoi attributi tipici: poggia il piede su una sfera e su un'instabile barchetta, simboli di volubilità, e tiene in mano una vela gonfia che indica la casualità dell'andare col vento; la barca ha l'albero spezzato, simboleggiante i rischi di un malgoverno della Fortuna; la cornucopia nella mano destra infine mostra l'abbondanza dei doni che ella distribuisce senza alcun criterio. 
Dall'imbarcazione sembrano essere appena approdati su un'isola una serie di personaggi, i dieci sapienti, che affrontano un'ascesa accidentata dai simboli delle difficoltà dei vizi e dei peccati: le serpi dell'invidia, la donnola della frode, la tartaruga della lentezza dell'accidia. 
Più in alto, su un altipiano fiorito, li attende la Quiete tra i filosofi Socrate, pronto a ricevere la palma dalla vittoria, e il cinico Cratete, che dispregia la ricchezza rovesciando in mare un cesto pieno di gioielli. Il filosofo può infatti passare una vita sana e frugale rinunciando ai beni terreni. Tutt'attorno il mare si presenta tempestoso. Il messaggio dell'allegoria, di per sé già chiaro (la virtù si può raggiungere ma con fatica) è chiarito anche dal cartiglio sopra la Sapienza: huc properate viri: salebrosum scandite montem pulchra laboris erunt premia palma quies. 
Grazie all'uso dei marmi colorati e dei solchi graffiti riempiti di pece furono trasposti con verosimile fedeltà i particolari minuti e naturalistici del disegno di Pinturicchio, sebbene il colore nero del cielo sia frutto del restauro ottocentesco.